# Echinodorus schlueteri
Echinodorus schlueteri е малко водно и аквариумно растение от род Ехинодорус.

## Произход на името
Echinodorus – вж. ехинодорус; schlueteri – собствено име.

## Описание
Echinodorus schlueteri има малка до средна височина за рода: 5 – 25 cm. Лист: размери с дръжката – дължина 20 – 40 cm., петура с дължина 16 – 23 cm и ширина 10 – 16 cm, яйцевидна, с остър завършек и сърцевидно оформена база. Ръбът е плосък или леко накъдрен. Оцветяването е светло- или по-тъмно зелено, с червено-кяфяви оттенъци при подводните листа, често изпъстрени с тъмни петна. Формира емерсни и субмерсни съцветия, до 70 cm дължина, 2 – 3 до 7 разклонения, 3 – 9 до 11 цвята на разклонение. Цветовете са бели, 2,5 – 3,5 cm в диаметър.

## Разпространение
Неопределено.

## Култивиране
Echinodorus schlueteri се култивира в аквариумни условия. Въпреки това растението добива популярност и разпространение заради атрактивния си външен вид, лесното отглеждане и бързо размножаване. Предпочита мека до средно-твърда вода, pH 7 – 8, богат грунт, средно-силно до силно осветление, температура 22 – 25 до 30 °C. К. Каселман дава данни за силен растеж в богати на азот условия.